# أصوات ياهو!
أصوات ياهو!، في السابق موقع المحتوى المرتبط (AC)، هو أحد أقسام ياهو التي تركز على النشر على الإنترنت. وتنشر أصوات ياهو! كمية كبيرة من الكتابات المتنوعة عبر موقعها بما فيهم أخبار ياهو والمحتوى المشترك. وفي بداية شهر ديسمبر من عام 2011 أعلن ملاك ياهو عن تغييرات كبرى تتضمن تقديم خدمة جديدة وهي أصوات ياهو!، والتي ستحل محل موقع المحتوى المرتبط وتقوم على الجزء الأكبر من المحتوى، بينما ما يقرب من 75000 عنصر لن يضمها الموقع الجديد وقواعد أكثر صرامة لتقديم المحتوى.

## معلومات تاريخية
بدأ المحتوى المرتبط في يناير 2005 وأطلقه لوك بيوتي. وكان المقر في دنفر في ولاية كولورادو، بالتعاون مع مكاتب تطوير الأعمال في مدينة نيويورك.
وفي أبريل من عام 2009 قام مكتب موقع المحتوى المرتبط بتوظيف رئيس تنفيذي جديد هو باتريك كين الذي عمل من قبل لدى شبكة سي بي إس التفاعلية وجوجل وأغلقت المجموعة جولة الفئة ج بمبلغ 6 ملايين دولار أمريكي كدورة تمويل من سوفت بنك كابيتال وشركاء كنعان. ويبلغ إجمالي التمويل حاليًا 21.5 مليون دولار أمريكي. وبعد مرور ثلاثة أسابيع من إعلان التمويل قام موقع المحتوى المرتبط بعمل إعادة تنظيم وتسريح 5 من الموظفين.
وفي 19 مايو 2010، أعلنت ياهو أنها سوف تشتري موقع المحتوى المرتبط بما يزيد قليلاً عن 100 مليون دولار أمريكي.

### تم إغلاق الخدمة، وحذف بعض مواد المحتوى
وفي 1 ديسمبر 2011 أعلنت "ياهو" عن تقديم خدمة جديدة هي أصوات ياهو والتي "حلت محل موقع المحتوى المرتبط كموقع ياهو! مساهم بالمكتبة الرقمية الرسمية للشبكة." وأعلنت عن مبادئ توجيهية جديدة أكثر صرامة خاصة بتقديم المحتوى، وصرحت الشركة قائلة "قمنا بسحب ما يزيد عن 75000 جزء من المحتوى غير النشط والقديم من المحتوى المرتبط. ولن يظهر أي من هذا المحتوى على أصوات ياهو! ولن يتم قبول سوى المحتوى الذي يتوافق مع المبادئ التوجيهية المنقحة الخاصة بالتقديم.” وستوفر الخدمة في البداية "ما يزيد عن مليوني قطعة من المحتوى الأصلي والتي تتناول آلاف المواضيع المختلفة والتي وضعها ما يزيد عن 500000 من الخبراء والمتحمسين."

## منظومة النشر
بالإضافة إلى محتوى النص (المقالات) يضم المحتوى المرتبط فئات مثل الفيديو والمواد الصوتية وعروض الشرائح. كما يوجد مجتمع على الإنترنت حيث يتبادل المستخدمون خبراتهم وآراءهم عبر الشبكة وبالصوت.
وعلى العكس من العديد من مواقع نشر المحتوى، فإن موقع المحتوى المرتبط يدفع للمستخدمين مقابل المحتوى الذي يضعونه. وعادة من الضروري أن يكون عدد كلمات المقالات على الأقل 400 كلمة ويمكن أن تتضمن صورًا من مصادر معتمدة. كما يمثل «مكتب التخصيص» مصدرًا آخر لأفكار المقالات للكتاب. ويعرض موقع المحتوى المرتبط عناوين مقالات محددة مسبقًا ويمكن للمستخدمين «المطالبة» بالتخصيص. كما أن كافة التخصيصات في الموقع (في مقابل «تخصيصات الشريك») تدفع عائدات قائمة على الأداء بينما يدفع البعض الآخر مقدمًا. ويعتبر المؤلفون فوق 18 عاما من المواطنين الأمريكيين أو المقيمين بشكل قانوني هم فقط المؤهلين للحصول على دفع مقدم. ويمكن للمستخدمين كذلك تقديم محتوى للنشر دون الحصول على دفع مقدم. كما أن عروض الشرائح وتقديم الروايات تكون بدون دفع مقدم. كما أن المقالات التي يكتبها المستخدمون ويوافقون على التعاقد مؤهلين للحصول على مدفوعات بناءً على عدد مرات عرض المحتوى الخاص بهم.
كما يمارس موقع المحتوى المرتبط نوعا من التحكم التحريري ويعيد إرسال العمل إلى المستخدمين من أجل «تنقيحه» أو يرفض عملاً لانتهاكه شروط استخدام الموقع والتوجيهات الإرشادية بما في ذلك المحتوى الترويجي والإعلاني والانتحال. ويدعي بيتي أن الموقع يضم «كل شيء حول المحتوى».

## الأفكار الرئيسية
يعلن موقع المحتوى المرتبط في الأساس عن نفسه على أنه «شركة وسائل الإعلام الشعبية». وارتبط المخطط الأصلي لفكرته أن كتابه (يطلق عليهم في الأساس «منتجو المحتوى» كانوا «صحفيين مواطنين».
وفي أوائل عام 2009 غير الموقع اسمه ليصبح «معلومات من المصدر»، ومن كان يُطلق عليهم من قبل «منتجو المحتوى» يُطلق عليهم الآن «المساهمون» (بعد أن أطلق عليهم لبعض الوقت «المصادر»). وسقطت فكرة «الصحفي المواطن».

## النقد
وجه انتقاد لموقع المحتوى المرتبط بسبب جودة محتواه. ويلخص الكاتب التقني لمجلة سليت الذي يدعى فرهاد مانجو هذا النقد كما يلي: "يمثل موقع المحتوى المرتبط قصة تحذيرية لكل من يتطلع إلى تقديم الأخبار من خلال الأرقام. فهو أرض قاحلة تضم كتابات سيئة وتعليقات تتسم بالجهل وتقديم الأخبار بطريقة هزلية مملة مثلما تحصل عليها من مواقع الدرجة الثانية.”
وانتقد سكوت روزنبرج موقع المحتوى المرتبط وغيره من الشركات التي تنشر محتوى دون استهداف القراء من البشر لكن بغرض التأثير في محركات البحث، بل في الواقع من أجل إفساد نتائج البحث على جوجل.